# Benedykt Dybowski

Herb

Benedykt Tadeusz Dybowski herbu Nałęcz (ur. 12 maja 1833 w Adamarynie, zm. 30 stycznia 1930 we Lwowie) – polski przyrodnik, podróżnik, odkrywca i lekarz, badacz Bajkału, Dalekiego Wschodu i Kamczatki, profesor Uniwersytetu Lwowskiego i Szkoły Głównej Warszawskiej, uważany za jednego z ojców polskiej limnologii; starszy brat Władysława Dybowskiego.

## Początki pracy naukowej
Urodził się w Adamarynie w guberni mińskiej jako syn Jana i Salomei z Przysieckich Dybowskich. Miał trzy siostry: Malwinę Nargielewicz. Annę Dybowską i Kamilę Kotowicz.
Ukończył szkołę średnią w Mińsku Litewskim. Studiował medycynę i nauki przyrodnicze na Uniwersytecie w Dorpacie od 1853 do 1857 i na Uniwersytecie we Wrocławiu od 1857 do 1858. W latach 1858–1860 odbył studia paleontologiczne, botaniczne i medyczne w Berlinie. Członek korporacji akademickiej Konwent Polonia. W 1860 w Berlinie na podstawie pracy nad determinacją płci u pszczół (Commentationis de parthenogenesi specimen) uzyskał tytuł doktora. W czasie studiów berlińskich zapoznał się z dziełem Karola Darwina O powstaniu gatunków, które ukazało się w tym czasie. W Berlinie wydał pracę o odkrytym przez siebie gatunku zadychry (Branchipus grubii). W 1861 wrócił do Dorpatu i przedstawił uniwersytetowi pracę o rybach karpiowatych Inflant. Praca ta zyskała mu opinię znakomitego badacza.

## Działalność konspiracyjna
Wypadki polityczne wciągnęły Dybowskiego do konspiracyjnej pracy patriotycznej. Za udział w manifestacji w katedrze wileńskiej został aresztowany i przez pewien czas więziony. Mniej więcej w tym czasie Uniwersytet Jagielloński zaproponował Dybowskiemu katedrę zoologii, rząd austriacki jednak z powodów politycznych nie zatwierdził tego wyboru.
W roku 1862 Dybowski został powołany do Szkoły Głównej w Warszawie na stanowisko adiunkta. Jego praca pedagogiczna trwała jednak niedługo: Dybowski brał czynny udział w organizacji powstania jako komisarz Rządu Narodowego na Litwę i Białoruś.
26 marca 1864 został aresztowany ponownie. Więziony był w X Pawilonie Cytadeli Warszawskiej. Został skazany na śmierć przez powieszenie. Uratowało go wstawiennictwo zoologów niemieckich (w tym profesora i rektora Uniwersytetu Wrocławskiego A. Grubego, którego był uczniem) i pośrednictwo Bismarcka, dzięki czemu kara śmierci została zamieniona na 12 lat zesłania.

## Zesłanie

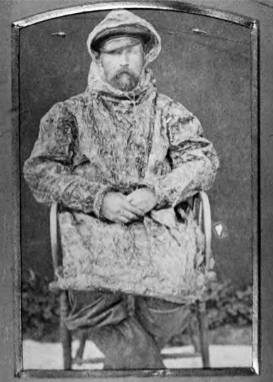
Benedykt Dybowski na zesłaniu (około 1866–1868)

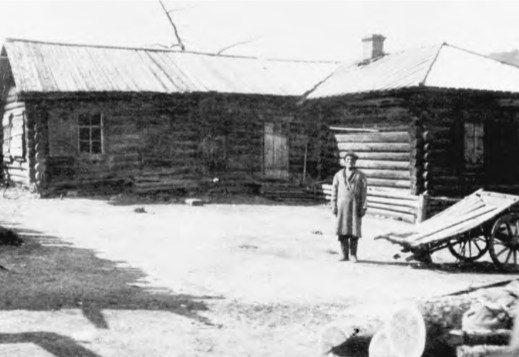
Dom Benedykta Dybowskiego w Kułtuku (1926)

W 1865 roku, jako zesłaniec na Syberii, rozpoczął działalność badawczą. Zbierał materiały faunistyczne najpierw w okolicach Siwakowej w pobliżu Czyty, potem w Darasuniu na zboczach Gór Jabłonowych. Zbiory Dybowskiego i jego współpracownika, również zesłańca, Wiktora Godlewskiego, pochodzące ze wschodniej Syberii, dowiodły znaczących różnic między fauną Syberii wschodniej i zachodniej. Po dwóch latach Dybowski wraz z Godlewskim otrzymał pozwolenie zamieszkania we wsi Kułtuk nad Bajkałem i w bardzo trudnych warunkach, często przy 40-stopniowym mrozie, z pomocą własnoręcznie sporządzonych narzędzi rozpoczęli badanie fauny tego jeziora, uważanego dotąd za ubogie pod tym względem.

## Fauna Bajkału
Badania Dybowskiego doprowadziły do odkrycia szeregu nowych dla nauki form zwierzęcych. Opisał 116 nowych gatunków skorupiaków z rzędu obunogów i 6 nowych gatunków ryb. Na podstawie materiałów bajkalskich zebranych przez Benedykta Dybowskiego jego brat Władysław opisał 88 gatunków mięczaków i 9 gatunków gąbek. Inne zbiory Dybowskiego opracowali profesorowie: Grube z Berlina, Józef Nusbaum ze Lwowa, Roman Gutwiński z Krakowa. Prace Dybowskiego rzuciły nowe światło na pochodzenie fauny Bajkału, rozstrzygnęły szereg zagadnień naukowych pierwszorzędnej wagi.

## Inne ekspedycje
Oprócz badań Bajkału Dybowski nie zaniedbał i fauny lądowej, uwzględniając przede wszystkim ssaki i ptaki. Badania we wschodniej Syberii dały mu złoty medal Towarzystwa Geograficznego w Petersburgu.
W roku 1868, towarzysząc ekspedycji generała Skałkowa, Dybowski zbadał kraj Amurski, Ussuryjski i Nadmorski, docierając do wschodnich wybrzeży Azji.
Powróciwszy do Kułtuka, udał się z Godlewskim i Parvexem na Zabajkale na poszukiwania faunistyczne w dolinach rzek Ononu i Arguni.
W 1871 z Wiktorem Godlewskim oraz geologiem Aleksandrem Czekanowskim zbadał północną część jeziora Chubsuguł w Mongolii.
W latach 1872–1875 wraz z Wiktorem Godlewskim i Michałem Jankowskim odbył wielką wyprawę wzdłuż Arguni i Amuru, badał jezioro Chanka, dotarł do Władywostoku, przebywając na badaniach dłuższy czas w kraju Nadmorskim, w zatoce Striełok i na wyspie Askold. Jednym z cenniejszych rezultatów tej podróży było znalezienie przez Dybowskiego nowego podgatunku jelenia wschodniego, zwanego dziś jeleniem Dybowskiego.
Wraz z Wiktorem Godlewskim zbadał faunę rzeki Ussuri, a powróciwszy nad Bajkał, faunę jezior sąsiadujących z Bajkałem i rzeki Angary.

## Kamczatka i działalność humanitarna
Rok 1876 przyniósł wielką zmianę w życiu Dybowskiego: dzięki staraniom Towarzystwa Geograficznego i Akademii w Petersburgu uzyskał pozwolenie na powrót do kraju. Wkrótce, dzięki staraniom gen. Skałkowa i innych udało mu się zrealizować marzenie o wyprawie na Kamczatkę. Otrzymał stanowisko lekarza okręgowego w Pietropawłowsku. Po półrocznej podróży przez Syberię przybył w czerwcu 1879 na Kamczatkę. Sześcioletni pobyt zużytkował na owocną pracę lekarską i humanitarną, nie zaniedbując badań naukowych: zoologicznych i antropologicznych. Terenem jego badań była nie tylko Kamczatka, ale również okoliczne wyspy. Przez dłuższy czas badał Wyspy Komandorskie, a szczególnie największą z nich Wyspę Beringa. Dybowski założył na Kamczatce szpitale dla trędowatych, zwalczał epidemie, zakupił za własne pieniądze konie i renifery i zawiózł je na Wyspę Beringa, aby ulżyć doli mieszkańców, cierpiących często głód. Założył hodowle kóz i królików na wyspach Komandorskich i na Kamczatce, zainicjował rezerwaty dla soboli, stanowiących często jedyne źródło dochodu mieszkańców wysp.

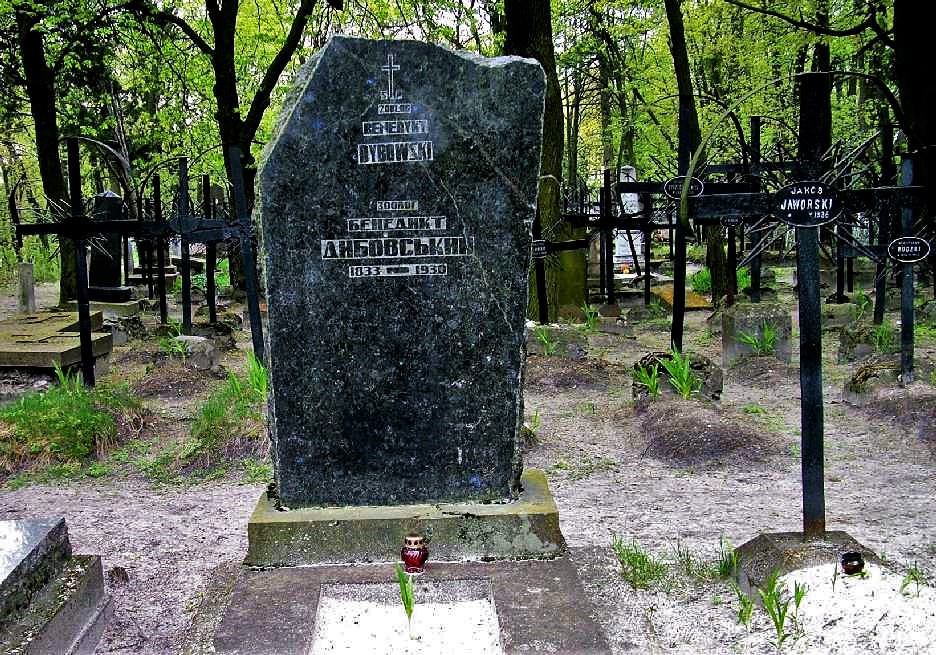
Grób B. Dybowskiego na cmentarzu Łyczakowskim we Lwowie

## Okres lwowski
W 1883 został wezwany do kraju na katedrę zoologii na Uniwersytecie Lwowskim. W 1884 rozpoczął się trzeci okres w życiu Dybowskiego, poświęcony pracy pedagogicznej i naukowej. We Lwowie opracował przede wszystkim ogólne zagadnienia biologiczne, nie zaniedbując jednak i prac z dziedziny anatomii porównawczej, systematyki i antropologii. Głównym dziełem z tego okresu jest oryginalnie pomyślana teoria budowy zębów ssaków. W pracy pedagogicznej występował jako zwolennik teorii ewolucji, co spowodowało jego przeniesienie we wrześniu 1906 na emeryturę. Mimo to nie zaprzestał pracy, publikował dziesiątki prac naukowych i liczne artykuły popularyzatorskie. I wojna światowa zastała go w nowogródzkim majątku jego siostry na terenie Rosji, jako obywatel Austrii otrzymał rozkaz zesłania na Syberię do Irkucka, ale władze lokalne Irkucka odmówiły przyjęcia zesłańca i nakazały zesłanie go jeszcze dalej do Jakucji. Od drugiego zesłania Dybowskiego uratowało wstawiennictwo Cesarskiej Akademii Nauk w Sankt-Petersburgu, Cesarskiego Towarzystwa Geograficznego i szeregu znanych naukowców rosyjskich. Po wkroczeniu armii niemieckiej Dybowski dzięki pomocy oficera niemieckiego, wnuka Humboldta otrzymał pozwolenie na powrót do Lwowa. W pierwszych latach po powstaniu Państwa Polskiego opublikował szereg artykułów okolicznościowych.
Był członkiem Polskiego Towarzystwa Ludoznawczego we Lwowie. Występował również jako zdecydowany przeciwnik spożywania alkoholu, pełnił funkcję prezesa stowarzyszenia „Eleuterya.”
W 1884 na bazie gabinetu historii naturalnej Dybowski założył Muzeum Zoologiczne (noszące obecnie jego imię), do którego włączył swoje bogate zbiory przywiezione z Kamczatki, Bajkału, Wschodniej Syberii, południowej Rosji i Morza Kaspijskiego. W 1904 muzeum zostało wzbogacone unikalnym eksponatem – szkieletem krowy morskiej (Hydrodamalis gigas), podarowanym Dybowskiemu przez mieszkańców Wyspy Beringa. W 1923 otrzymał tytuł honorowego doktora medycyny Uniwersytet Jana Kazimierza we Lwowie (wyróżniony wówczas w gronie siedmiu weteranów powstania styczniowego). W tym samym roku otrzymał Nagrodę im. Jerzmanowskich. W 1928 otrzymał tytuł honorowego obywatela Lwowa (wręczony w 1929).
Pochowany na „górce powstańców styczniowych” na cmentarzu Łyczakowskim. Jego symboliczny grób znajduje się na cmentarzu Powązkowskim w Warszawie (kwatera 284c wprost-2-16).

## Dorobek naukowy
Wielkie znaczenie dla biologii mają badania Dybowskiego nad endemiczną, reliktową fauną Bajkału. Poza opisaniem około 400 gatunków zwierząt żyjących w jeziorze, opisał też dokładnie tamtejsze warunki hydrologiczne i klimatyczne. Jego dziełem jest teoria powstania Bajkału i ewolucji jego fauny. Światu zwierzęcemu tego jeziora poświęcił 43 prace naukowe. Część z nich legła u podstaw nowej nauki – limnologii. Badania Dybowskiego we wschodniej Syberii trwały niecałe dwanaście lat, ale rezultaty tej pracy przerosły wyniki innych, dobrze finansowanych ekspedycji naukowych. Na podstawie okazów przysyłanych przez Dybowskiego do gabinetu zoologicznego Uniwersytetu Warszawskiego słynny polski ornitolog Władysław Taczanowski opracował faunę ptaków Syberii wschodniej, opisując 434 gatunki ptaków, w tym 80 gatunków nowych lub pierwszy odnotowanych na Syberii. Pobyt na Kamczatce również zaowocował bogatymi materiałami, a wyniki badań nad nimi dały podstawę do publikacji naukowych jego brata Władysława, Władysława Taczanowskiego oraz Władysława Kulczyńskiego. Wartościowe są też materiały antropologiczne zebrane wśród wymierających plemion Kamczatki. Spośród jego prac naukowych opublikowanych po polsku warto wymienić: Zęby zwierząt ssących („Kosmos”, t. 14, 1908); Sen i marzenia senne (1907). Podróże swe opisał w pamiętniku O Syberii i Kamczatce (l cz., 1912). W 1923 wydał większą rozprawę O światopoglądach starożytnych i naukowym. Wydał szereg dzieł w języku polskim, niemieckim, francuskim i rosyjskim.
14 stycznia 1928 został wybrany członkiem korespondentem Akademii Nauk ZSRR. 1 lipca 1928 otrzymał godność członka honorowego założonego w tym roku Związku Sybiraków.
Benedykt Dybowski był członkiem Akademii Umiejętności oraz Polskiej Akademii Umiejętności, członkiem honorowym Poznańskiego Towarzystwa Przyjaciół Nauk.
W październiku 1997 imieniem Benedykta Dybowskiego nazwano ulicę w Irkucku i odsłonięto tablicę pamiątkową. Na Białorusi w miejscu narodzin Dybowskiego odsłonięto tablicę pamiątkową.

## Prace
- Ueber die Susswasserfische Livlands (1856)
- Versuch einer Monographie der Cyprinoiden Livlands (1862)
- Beitrag zur Kenntnis der Wassermolche Sibiriens, (1870)
- Matieriały dla zoogeografii wostocznoj Sibiri (Mammalia), (1872)
- Zur Kenntnis der Fischfauna des Amurgebietes, (1872)
- Ueber die Baikal-Robbe Phoca baicalensis (1873)
- Spostrzeżenia nad ptakami z rodziny gilów, (1874)
- Gammaroidy oziera Baikala (1875)
- Matieriały po zoogeografii wostocznoj Sibiri. Ryby sistiemy wod Amura (1877)
- Rzut oka na historyczny rozwój zoologii (1885)
- Wyspy Komandorskie (1885)[20]
- Niektóre wypadki swych badań nad zębami zwierząt ssących (1889)[21]
- O filogenii pająków (1891)
- O kwestji tak zwanej „kobiecej” ze stanowiska nauk przyrodniczych. (1897)
- O pochodzeniu fauny Bajkału (1923)
- Nowa rodzina ślimaków bajkalskich – Vladislaviidae (1925)
- O Syberyi i Kamczatce.
- Pamiętnik dra Benedykta Dybowskiego od roku 1862 zacząwszy do roku 1878. Lwów, 1930
- O rybach słodkowodnych i morskich Wschodniej Syberyi.  Lwów, 1923

## Odznaczenia
- Krzyż Komandorski z Gwiazdą Orderu Odrodzenia Polski (5 sierpnia 1921)[22]

## Upamiętnienie
- Góra Dybowskiego na Wyspie Beringa[23],
- W okresie II Rzeczypospolitej Rada Miasta Lwowa przyznawała Nagrodę Naukową Miasta Lwowa im. Benedykta Dybowskiego[24],
- Narodowy Bank Polski wprowadził do obiegu monety z serii „Polscy Podróżnicy i Badacze” upamiętniające Benedykta Dybowskiego: w dniu 13 października 2010 roku o nominale 2 złote wykonaną stemplem zwykłym ze stopu Nordic Gold, w dniu 15 października 2010 roku o nominale 10 złotych wykonana stemplem lustrzanym w srebrze[25],
- W 1981 Gabriel Brzęk napisał książkę Benedykt Dybowski. Życie i dzieło, nakładem Wydawnictwa Lubelskiego[26].
- Poczta Polska (w ramach serii pt. "Medycyna polska") oraz w 1973 – znaczek o nominale 1,50 zł (w ramach serii pt. "Uczeni polscy", numer katalogowy 2135)[27].